# E. Bártfai László
E. Bártfai László (Budapest, 1954. március 4. –) magyar szerkesztő, esszéíró.

## Életpályája
Középiskolai tanulmányait az Eötvös József Gimnáziumban (1968–1972) végezte. Nagy hatással volt rá irodalomtanára, a pályáját akkor kezdő Sárközy Péter irodalomtörténész. A Marx Károly Közgazdaságtudományi Egyetemet 1978-ban végezte el, szociológiából diplomázott, Werner Sombart Händler und Helden című első világháborús röpiratát választotta témául. Két vezető tanára az angolszász analitikus gondolkodást és Max Weber megértő szociológiáját hazánkban meghonosító Bertalan László és a repülőegyetemeket (magánlakásokon tartott előadásokat) szervező Szabó Miklós újkortörténész volt.
1978-ban az Akadémiai Kiadó Társadalomtudományi Szerkesztőségében kezdett el dolgozni, vezető szerkesztői beosztásig jutott. Több száz könyvet szerkesztett, köztük a Magyarország története 1. és 3. kötetét. 1988-tól az általa kezdeményezett Hermész Könyvek sorozatszerkesztője volt, többek között John L. Austin, Földényi F. László, Gombocz Zoltán, Györffy György, Hamvas Béla, Friedrich Nietzsche, Karl R. Popper, Solymossy Sándor és Ludwig Wittgenstein műveit válogatta a sorozatba.
Lefordította Peter Winch A társadalomtudomány eszméje című könyvét (Akadémiai Kiadó, 1988), Alfred Tarski lengyel logikus Az igazság szemantikus felfogása című programadó írását (Gondolat Kiadó, 1990). Sajtó alá rendezte, előszóval, jegyzetekkel látta el a századelő egykor világhírű, azóta feledett szerzőjének, ifjabb Leopold Lajosnak A presztízs című könyvét (Magvető Könyvkiadó, 1987).
1994-ben került a Sára Sándor vezette Duna Televízióba. A Dunatext és az Internet szerkesztőségében dolgozott hírszerkesztőként, készített élő műsorokat, lapszemlét, kulturális ajánlókat, jeles napok ünnepi műsorait. Öt éven át főszerkesztőként felelt a Dunatextért, a honlapért és a Kárpát-medencei magyarság újságjait szemléző Lapozó című műsorért. Két alkalommal elnöki nívódíjat kapott.
2001-től olvasószerkesztője volt a Szőcs Géza (fő)szerkesztette A Dunánál című folyóiratnak. Egy átszervezés során a Duna Televízió Központi Archívumába került főmunkatársként. A műsorok digitalizálása, az archiváló szoftver fejlesztése, az integrált archívum elképzelésének kidolgozása tartozott feladatai közé. Az állami médiumok összevonását követően, 2011-ben került a Magyar Távirati Iroda Sajtóarchívumába, melyet 2015-től 2020-ig vezetett. Részt vett az Integrált Sajtóarchívumi AdatBázis (ISAB) fejlesztésében, illetve a papíron őrzött állomány digitalizálásában, kereshetővé tételében, hosszabb-rövidebb anyagokat készített az internetes Nemzeti Archívum számára.
Számos tanulmányt adott közre folyóiratokban (Dunatáj, Dunatükör, Ezredvég, Holmi, Irodalmi Jelen, Kortárs, Magyar Nyelv, Magyar Nyelvőr, Medvetánc, Nyelv- és Irodalomtudományi Közlemények, Valóság). Az ezredfordulót követően érdeklődése a csend és hallgatás szerteágazó kérdésköre felé fordult, könyvei is jelentek meg ebben a tárgykörben.
2024 szeptemberében az Irodalmi Jelen portál és folyóirat a hónap alkotójának választotta.

## Művei

### Könyvek
- Párbeszéd az Úrral. A szakrális kommunikáció tipológiája. TINTA Könyvkiadó, Budapest, 2022.[5]
- A hallgatás alakzatai. Pontok, vonalak, síkidomok. Semmelweis Kiadó, 2023.
- Elrendelt hallgatás. TINTA Könyvkiadó, Budapest, 2024.
- Nesztelenség, zajtalanság, csendesség. TINTA Könyvkiadó, Budapest, 2025.

### Tanulmányok
- A csend biológiai felfogása. Ezredvég, XXIV. évf. 2014. 7. sz. (november–december) 73–83.

- A csend fogalmi megragadása a magyarban. In: Gecső Tamás (szerk.): Ikon, nyelvi jel, szimbólum: nem természetes jelek a kommunikációban. Segédkönyvek a nyelvészet tanulmányozásához 192. Sorozatszerkesztő Kiss Gábor. Kodolányi János Főiskola–Tinta Kiadó, Székesfehérvár–Budapest, 2016. 31–54.
- A csend köznapi felfogása. Irodalmi Jelen, XVIII. évf. 202. sz. 2018. augusztus, 87–99.
- A csend színeváltozásai. In: Gecső Tamás–Szabó Mihály (szerk.): Színnevek a különböző nyelvekben és kultúrákban. Segédkönyvek a nyelvészet tanulmányozásához 212. Sorozatszerkesztő Kiss Gábor. Kodolányi János Főiskola–Tinta Kiadó, Székesfehérvár–Budapest, 2020. 95–101.
- A csend tárgyiasítása. Dunatükör, XIII. évf. (37. megj.) 2015. 1. sz. (tavasz), 72–86.
- A hallgatás szólás, avagy a szólás hallgatás (antinómiák, antonimák, oximoronok és paradoxonok). In: Gecső Tamás–Szabó Mihály (szerk.): Egy- és többértelműség a nyelvben. Segédkönyvek a nyelvészet tanulmányozásához 205. Sorozatszerkesztő Kiss Gábor. Kodolányi János Főiskola–Tinta Kiadó, Székesfehérvár–Budapest, 2018. 73–83.

- A titok és a számegyenes. Valóság, LX. évf. 2017. 10. sz. 72–84.
- Az idő vasfoga. Szó- és szólásmagyarázatok. Magyar Nyelvőr, 147. évf. 2023. 4. sz. 529–531.
- Az idő vasfoga és feneketlen gyomra. A pusztító idő fogalmi megragadásának néhány esete. Valóság, LXV. évf. 2022. 10. sz. 43–64.
- Csatornakiosztás. A csatorna szó poliszémiája az újabb szószemantikai irányzatok eredményeinek tükrében. In: Gecső Tamás – Sárdi Csilla szerk., Nyelv, kultúra, társadalom. Kodolányi János Főiskola–Tinta Könyvkiadó, Székesfehérvár–Budapest. 65–77.
- Csend és érték. Irodalmi Jelen, XVII. évf. 191. sz. 2017. szeptember, 121–138.
- Csend- és antonímatípusok. In: Gecső Tamás–Szabó Mihály (szerk.): Az ellentét nyelvi és nonverbális kifejezésének lehetőségei. Segédkönyvek a nyelvészet tanulmányozásához 199. Sorozatszerkesztő Kiss Gábor. Kodolányi János Főiskola–Tinta Kiadó, Székesfehérvár–Budapest, 2017. 18–24.
- Csend és rend. Kortárs, 63. évf. 2019. 10. sz. 55–70.
- Csend és szinesztézia. Az érzékek keveredésének egy sajátos típusa. Kortárs, 60. évf. 2017. 7–8. sz. 92–107.
- Csendes népek – avagy az etnosztereotípiák néhány logikai-tipológiai sajátossága. Kortárs, 67. évf. 2023. 7–8. sz. 65–81.
- Csendet kérek! – az elrendelt hallgatás alapesete. Kortárs, 62. évf. 2018. 4. sz. 72–79.

- Csendgép. Dunatükör, XI. évf. (28. megj.) 2013. (április) 2. sz. 53–55.
- Csendkirály. Dunatükör, XII. évf. (33. megj.) 2014. (tavasz) 1. sz. 25–33.
- Csendmátrix. Dunatükör, XIV. évf. (39. megj.) 2016. 1. sz. 76–82.
- Források hallgatása. Kortárs, 63. évf. 2019. 2. sz. 55–65.
- Fütyörészve a létrán. Dunatükör, XII. évf. (36. megj.) 2014. (tél) 4. sz. 48–60.
- Hallgatásalakzatok. Valóság, LXIII. évf. 2020. 1. sz. 47–65.
- Hallgatás és fenség. Irodalmi Jelen, XXIV. évf. 277. sz. 2024. november, 86–92.
- Határeset. A színpadi csend és hallgatás lenyomata a szövegkönyvekben. Kortárs, 65. évf. 2021. 5. sz. 68–88.

- Helyek csendes neve. Irodalmi Jelen, XVII. évf. 185. sz. 2017. március, 127–147.
- Igazi nevek, helyettesítő nevek, névtabu. Irodalmi Jelen, XXIV. évf. 277. sz. 2024. november, 93–102.
- Kabarétréfából konceptuális művészet. Kortárs, 59. évf. 2015. 1. sz. 59–66.
- [Kutatóárok.] Ifj. Leopold Lajos [Színlelt kapitalizmus című] írása elé. Medvetánc, 1988. 8. évf. 2–3. sz. 316–320.
- Mátrix – többszörös honfoglalás. Szó- és szólásmagyarázatok. Magyar Nyelvőr, 148. évf. 3. sz. (július–szeptember) 339–345.
- Mesterséges csendek. Dunatükör, XI. évf. (31. megj.) 2013. (október) 5. sz. 61–69.
- Nagy gondolkodók kis kedvencei, az amőbától a zsibbasztó rájáig. Irodalmi Jelen, XIX. évf. 207. sz. 2019. január 125–139.
- Nesztelenség – a cselekvés és a történés mezsgyéjén. Kortárs, 61. évf. 2017. 4. sz. 68–77.
- Rendhagyó rokonok. Illeizmus, fejedelmi többes és atyafiságuk. Magyar Nyelvőr, 149. évf. 2025. 2. sz. (április–június) 186–215.
- SATOR-formula – egy rejtély szemrevételezése. Irodalmi Jelen, XXIII. évf. 2023. 11. sz. 172–179.
- Sokan vagyunk kevesen. Egy gazdálkodó író: ifj. Leopold Lajos. Dunatáj, 1987. X. évf. 1. sz. (február) 5–16.
- Szabadulás hangoktól, igéktől, nevektől. A korlátozott írás és beszéd néhány esete. Kortárs, 68. évf. 2024. 4. sz. 13–18.
- Szerelem és hallgatás. Dunatükör, XI. évf. (30. megj.) 2013. (augusztus) 4. sz. 97–101.
- Szilencium. Kortárs, 59. évf. 2015. 7–8. sz. 124–129.
- Tanár úr. /Könyvismertetés, a Bertalan László Tudományos Könyvtár, BLTK négy kötetéről/ Könyvhét, XI. évf. 2007. 13–14. sz. (július) 288.
- Teljes, részleges és viszonylagos csend. Dunatükör, XIII. évf. (38. megj.) 2015. (nyár) 2. sz. 66–84.
- Utószó Leopold Lajos A presztízs (1912) című könyvéhez.. In: Leopold Lajos: A presztízs. Magyar Hírmondó. A sorozatot szerkeszti Sebestyén Lajos és Szalay Károly. Magvető Könyvkiadó, Budapest, 1987. 407–439.

### Mással közösen írott tanulmányok

#### Kicsi Sándor Andrással
- A jelenkori magyarság csendállata: a tücsök. Ezredvég, XXIII. évf. 2013. 5. sz. (szeptember–október) 121–125.
- A tulajdonnév lokalista szemlélete. In: Kicsi Sándor András: Vázlatok a nyelvtudomány történetéből. Orpheusz Kiadó, Budapest, 2009. 27–32.
- Emlékmű vagy mérföldkő? Gyurgyák János: Szerkesztők és szerzők kézikönyve. Osiris, 1997. 544 oldal 1980 Ft. /Bírálat/ In: Kicsi Sándor András: Irodalmi tanulmányok. Orpheusz Kiadó, Budapest, 2009. 59–67.
- Petronius és Valéry. A pragmatikai poliszémia egy különös esete. Dunatükör, XVI. évf. (41. megj.) 2019. 1. sz. 79–84.

#### Kiss Gáborral
- Szóbeszéd, búbánat, csicseriborsó. A rokon értelmű főnevekből összetett szavak. Kisebb közlemények. Magyar Nyelv, 113. évf. 2017. 3. sz. 342–350.

#### Schreiber Lászlóval
- Két tárcanovella megkésett találkozása. Dunatükör, XV. évf. (40. megj.) 1. sz. 73–77.